# Száleh al-Dáúúd
Száleh Ibrahim al-Dáúúd (arabul: صالح الداود); 1968. szeptember 24. –) szaúd-arábiai válogatott labdarúgó.

## Pályafutása

### Klubcsapatban
1988 és 2008 között az Al-Shabab csapatában játszott, melynek színeiben öt alkalommal nyerte meg a szaúdi bajnokságot (1991, 1992, 1993, 2004, 2006).

### A válogatottban
1992 és 1999 között 31 alkalommal játszott a szaúd-arábiai válogatottban és 2 gólt szerzett. Részt vett az 1992-es, az 1995-ös és az 1999-es konföderációs kupán, illetve az 1994-es világbajnokságon.

## Sikerei, díjai
Al-Shabab
- Szaúd-arábiai bajnok (5):  1990–91, 1991–92, 1992–93, 2003–04, 2005–06
- Kupagyőztesek Ázsia-kupája győztes (1): 2000–01
- Ázsiai szuperkupa (1): 2001

Szaúd-Arábia
- Konföderációs kupa döntős (1): 1992